# Кинни, Джек
Джек Кинни (англ. Jack Kinney; 29 марта 1909, Юта — 9 февраля 1992, Глендейл) — американский аниматор, режиссёр и продюсер анимационных короткометражных фильмов, работавший в Disney.

## Ранняя жизнь
Джек Кинни учился в средней школе имени Джона Мьюира и в старшей школе имени Джона Чарльза Фримонта. В 1930 году был нанят Уолтом Диснеем.

## Карьера
Начал свою долгую карьеру в создании мультфильмов в студии Уолта Диснея в 1931 году в качестве аниматора на нескольких короткометражках.
В 1940 году стал режиссером мультфильмов и снял впечатляющий режиссёрский дебют «Bone Trouble» / (Неприятности из-за кости).
В 1959 году Джек покинул Disney вместе со своим братом Диком. После основал независимую анимационную студию Jack Kinney Productions.

## Смерть и наследие
В 1988 году Кинни опубликовал короткие мемуары «Walt Disney and Assorted Other Characters: An Unauthorized Account of the Early Years at Disney's». Книга послужила его автобиографией. Его смерть была зарегистрирована как «по естественным причинам».

## Награды
- 1984 — Премия Уинзора Маккея.
- 1946 — номинирован на премию Золотая пальмовая ветвь («Сыграй мою музыку»)
- 1943 — Премия «Оскар» за лучший анимационный короткометражный фильм — «Лицо Фюрера».

## Фильмография

### Режиссёр
- 2001 — «Disney's American Legends»
  - 1955 — «The Brave Engineer»
- 1991 — «Lifestyles of the Rich and Animated»
  - 1951 — «Lion Down»
  - 1951 — «Home Made Home»
- 1985— «The Walt Disney Comedy and Magic Revue»
- 1980 — «Mickey Mouse Disco»
- (1954 – 1991) — «Великолепный мир цвета»/Disneyland
  - 1979 — «Baseball Fever»
  - 1964 — «In Shape with Von Drake»
  - 1963 — «A Square Peg in a Round Hole»
  - 1963 — «Three Tall Tales»
  - 1962 — «Man Is His Own Worst Enemy»
  - 1961 — «Holiday for Henpecked Husbands»
  - 1961 — «Inside Donald Duck»
  - 1960 — «This Is Your Life Donald Duck»
  - 1958 — «Magic and Music»
  - 1957 — «How to Relax»
  - 1957 — «Adventures in Fantasy»
  - 1957 — «Four Fabulous Characters»
  - 1956 — «The Goofy Sports Story»
  - 1955 — «The Goofy Success Story»
  - 1955 — «The Wind in the Willows»
- (1963 – ?) — «Krazy Kat»
  - 1963 — «Housewarming»
- (1963 – 1964) — «Barney Google and Snuffy Smith»
  - 1963 — «Snuffy's Turf Luck»
- (1960 – 1962) — «Морячок Папай»/Popeye the Sailor
  - 1960 — «Bell Hop Popeye»
  - 1960 — «Popeye's Fixit Shop»
  - 1960 — «Around the World in Eighty Ways»
  - 1960 — «Popeye the Piano Mover»
  - 1960 — «Uncivil War»
  - 1960 — «Popeye in the Grand Steeple Chase»
  - 1960 — «Popeyed Fisherman»
  - 1960 — «Popeye De Leon»
  - 1960 — «Forever Ambergris»
  - 1960 — «Popeye in Haweye»
  - 1960 — «Popeye's Testimonial Dinner»
  - 1960 — «Popeye Revere»
  - 1960 — «The Glad Gladiator»
  - 1960 — «The Square Egg»
  - 1960 — «Popeye the Lifeguard»
  - 1960 — «Spare Dat Tree»
  - 1960 — «The Green Dancin' Shoes»
  - 1960 — «Azteck Wreck»
  - 1960 — «Blinkin Beacon»
  - 1960 — «Bottom Gun»
  - 1960 — «Tiger Burger»
  - 1960 — «Shoot the Chutes»
  - 1960 — «Pest of the Pecos»
  - 1960 — «Bird Watcher Popeye»
  - 1960 — «Coach Popeye»
  - 1960 — «Paper Pasting Pandemonium»
  - 1960 — «I Yam Wot I Yamnesia»
  - 1960 — «Double Cross Country Feet Race»
  - 1960 — «The Day Silky Went Blozo»
  - 1960 — «The Black Knight»
  - 1960 — «Sweapea Thru the Looking Glass»
  - 1960 — «Popeye the White Collar Man»
  - 1960 — «Old Salt Tale»
  - 1960 — «Popeye and the Herring Snatcher»
  - 1960 — «Camel Aires»
  - 1960 — «Popeye and Buddy Brutus»
  - 1960 — «Popeye in the Woods»
  - 1960 — «The Troll Wot Got Gruff»
  - 1960 — «Popeye's Tea Party»
  - 1960 — «Popeye the Ugly Ducklin»
  - 1960 — «Popeye and the Polite Dragon»
  - 1960 — «Spinachonara»
  - 1960 — «Popeye's Used Car»
  - 1960 — «Popeye's Folly»
  - 1960 — «Westward Ho-Ho»
  - 1960 — «Weather Watchers»
  - 1960 — «The Blubbering Whaler»
  - 1960 — «Popeye's Trojan Horse»
  - 1960 — «Popeye's Museum Piece»
  - 1960 — «Popeye's Corn-Certo»
  - 1960 — «Popeye's Cool Pool»
  - 1960 — «Popeye and the Magic Hat»
  - 1960 — «Jeep Jeep»
  - 1960 — «Golf Brawl»
  - 1960 — «Frozen Feuds»
  - 1960 — «Timber Toppers»
  - 1960 — «Skyscraper Capers»
  - 1960 — «Private Eye Popeye»
  - 1960 — «Popeye's Pizza Palace»
  - 1960 — «Popeye's Picnic»
  - 1960 — «Popeye and the Phantom»
  - 1960 — «Out of This World»
  - 1960 — «Madam Salami»
  - 1960 — «Lighthouse Keeping»
  - 1960 — «Down the Hatch»
  - 1960 — «Deserted Desert»
  - 1960 — «Popeye the Fireman»
  - 1960 — «Time Marches Backwards»
  - 1960 — «Spinach Shortage»
  - 1960 — «Skinned Divers»
  - 1960 — «Sea Hagracy»
  - 1960 — «Popeye's Service Station»
  - 1960 — «Popeye's Pet Store»
  - 1960 — «Ballet de Spinach»
  - 1960 — «Rip Van Popeye»
  - 1960 — «Popeyed Columbus»
  - 1960 — «Popeye and the Giant»
  - 1960 — «Popeye and the Dragon»
  - 1960 — «Hill Billy Dilly»
  - 1960 — «Wimpy's Lunch Wagon»
  - 1960 — «The Super Duper Market»
  - 1960 — «The Golden Touch»
  - 1960 — «Battery Up»
  - 1960 — «Olive Drab and the Seven Sweapeas»
  - 1960 — «Popeye's Hypnotic Glance»
  - 1960 — «Popeye's Car Wash»
  - 1960 — «Popeye and the Spinach Stalk»
  - 1960 — «Mississippi Sissy»
  - 1960 — «Little Olive Riding Hood»
  - 1960 — «Jingle Jangle Jungle»
  - 1960 — «Invisible Popeye»
  - 1960 — «Hamburger Fishing»
  - 1960 — «Fashion Fotography»
  - 1960 — «Barbecue for Two»
  - 1960 — «Popeye the Popular Mechanic»
  - 1960 — «Popeye's Pep-Up Emporium»
  - 1960 — «Plumbers Pipe Dream»
  - 1960 — «Jeep Tale»
  - 1960 — «Golden-Type Fleece»
  - 1960 — «Coffee House»
  - 1960 — «After the Ball Went Over»
- 1959 — «1001 Arabian Nights»
- 1956 — «Chips Ahoy»
- 1955 — «Contrast in Rhythm»
- 1954 — «Johnnie Fedora and Alice Bluebonnet»
- 1954 — «Social Lion»
- 1954 — «Casey Bats Again»
- 1954 — «Свиньи или нет?»/Pigs Is Pigs
- 1954 — «Two for the Record»
- 1954 — «The Lone Chipmunks»
- 1954 — «Дневник Дональда»/Donald's Diary
- 1953 — «Как заснуть»/How to Sleep
- 1953 — «Football Now and Then»
- 1953 — «Как научиться танцевать»/How to Dance
- 1953 — «Father's Week-end»
- 1953 — «По кому ревет бык»/For Whom the Bulls Toil
- 1953 — «У папы выходной»/Father's Day Off
- 1953 — «Питер Пэн»/Peter Pan
- 1952 — «Как быть детективом»/How to Be a Detective
- 1952 — «Две недели отпуска»/Two Weeks Vacation
- 1952 — «Учителя тоже люди»/Teachers Are People
- 1952 — «Два пистолета Гуфи»/Two Gun Goofy
- 1952 — «Man's Best Friend»
- 1952 — «Аллоха, Гавайи»/Hello Aloha
- 1952 — «Father's Lion»
- 1951 — «Не курить»/No Smoking
- 1951 — «Отцы тоже люди»/Fathers Are People
- 1951 — «Как быстро разбогатеть»/Get Rich Quick
- 1951 — «Садимся на диету»/Tomorrow We Diet!
- 1951 — «Холодная война»/Cold War
- 1951 — «Дом своими руками»/Home Made Home
- 1951 — «Cold Storage»
- 1951 — «Львы - снизу»/Lion Down
- 1950 — «Не шевелитесь»/Hold That Pose
- 1950 — «Страсть к мотору»/Motor Mania
- 1950 — «Отважный машинист»/The Brave Engineer
- 1950 — «How to Ride a Horse»
- 1949 — «Легенда Сонной лощины»/The Legend of Sleepy Hollow
- 1949 — «Ветер в ивах»/The Wind in the Willows
- 1949 — «Приключения Икабода и мистера Тоада»/The Adventures of Ichabod and Mr. Toad
- 1949 — «Гуффи-атлет»/Goofy Gymnastics
- 1949 — «Теннисная ракетка»/Tennis Racquet
- 1948 — «Bumble Boogie»
- 1948 — «Время мелодий»/Melody Time
- 1947 — «Bongo»
- 1946 — «Все коты с нами»/All the Cats Join In
- 1946 — «Casey at the Bat»
- 1946 — «Johnnie Fedora and Alice Bluebonnet»
- 1946 — «The Martins and the Coys»
- 1946 — «История менструации»/The Story of Menstruation
- 1946 — «Two Silhouettes»
- 1946 — «Сыграй мою музыку»/Make Mine Music
- 1945 — «The Flying Gauchito»
- 1945 — «Хоккейные страсти»/Hockey Homicide
- 1945 — «Утиная кожа»/Duck Pimples
- 1945 — «Californy er Bust»
- 1945 — «Африканский дневник»/African Diary
- 1945 — «Проблемы с тигром»/Tiger Trouble
- 1944 — «Три кабальеро»/The Three Caballeros
- 1944 — «Как играть в футбол»/How to Play Football
- 1944 — «Как играть в гольф»/How to Play Golf
- 1944 — «Как стать моряком»/How to Be a Sailor
- 1943 — «Фигаро и Клео»/Figaro and Cleo
- 1943 — «Победа над машинами»/Victory Vehicles
- 1943 — «Победа через мощь в воздухе»/Victory Through Air Power
- 1943 — «El Gaucho Goofy»
- 1942 — «Лицо Фюрера»/Der Fuehrer's Face
- 1942 — «Уроки рыболовства»/How to Fish
- 1942 — «Как нужно плавать»/How to Swim
- 1942 — «Олимпийский чемпион»/The Olympic Champ
- 1942 — «Как играть в бейсбол»/How to Play Baseball
- 1942 — «Салют, друзья!»/Saludos Amigos
- 1941 — «Искусство самообороны»/The Art of Self Defense
- 1941 — «Искусство катания на лыжах»/The Art of Skiing
- 1941 — «Дамбо»/Dumbo
- 1941 — «Багажная кутерьма»/Baggage Buster
- 1941 — «Несговорчивый дракон»/The Reluctant Dragon
- 1940 — «Гуфи-пилот»/Goofy's Glider
- 1940 — «Неприятности из-за кости»/Bone Trouble
- 1940 — «Пиноккио»/Pinocchio

### Продюсер
(1960 – 1962) — «Морячок Папай»/Popeye the Sailor
- 1960 — «Bell Hop Popeye»
- 1960 — «Popeye's Fixit Shop»
- 1960 — «Around the World in Eighty Ways»
- 1960 — «Popeye the Piano Mover»
- 1960 — «Uncivil War»
- 1960 — «Popeye in the Grand Steeple Chase»
- 1960 — «Popeyed Fisherman»
- 1960 — «Popeye De Leon»
- 1960 — «Forever Ambergris»
- 1960 — «Popeye in Haweye»
- 1960 — «Popeye's Testimonial Dinner»
- 1960 — «Popeye Revere»
- 1960 — «The Glad Gladiator»
- 1960 — «The Square Egg»
- 1960 — «Popeye the Lifeguard»
- 1960 — «Spare Dat Tree»
- 1960 — «The Green Dancin' Shoes»
- 1960 — «Azteck Wreck»
- 1960 — «Blinkin Beacon»
- 1960 — «Bottom Gun»
- 1960 — «Tiger Burger»
- 1960 — «Shoot the Chutes»
- 1960 — «Pest of the Pecos»
- 1960 — «Bird Watcher Popeye»
- 1960 — «Coach Popeye»
- 1960 — «Paper Pasting Pandemonium»
- 1960 — «I Yam Wot I Yamnesia»
- 1960 — «Double Cross Country Feet Race»
- 1960 — «The Day Silky Went Blozo»
- 1960 — «The Black Knight»
- 1960 — «Sweapea Thru the Looking Glass»
- 1960 — «Popeye the White Collar Man»
- 1960 — «Old Salt Tale»
- 1960 — «Popeye and the Herring Snatcher»
- 1960 — «Camel Aires»
- 1960 — «Popeye and Buddy Brutus»
- 1960 — «Popeye in the Woods»
- 1960 — «The Troll Wot Got Gruff»
- 1960 — «Popeye's Tea Party»
- 1960 — «Popeye the Ugly Ducklin»
- 1960 — «Popeye and the Polite Dragon»
- 1960 — «Spinachonara»
- 1960 — «Popeye's Used Car»
- 1960 — «Popeye's Folly»
- 1960 — «Westward Ho-Ho»
- 1960 — «Weather Watchers»
- 1960 — «The Blubbering Whaler»
- 1960 — «Popeye's Trojan Horse»
- 1960 — «Popeye's Museum Piece»
- 1960 — «Popeye's Corn-Certo»
- 1960 — «Popeye's Cool Pool»
- 1960 — «Popeye and the Magic Hat»
- 1960 — «Jeep Jeep»
- 1960 — «Golf Brawl»
- 1960 — «Frozen Feuds»
- 1960 — «Timber Toppers»
- 1960 — «Skyscraper Capers»
- 1960 — «Private Eye Popeye»
- 1960 — «Popeye's Pizza Palace»
- 1960 — «Popeye's Picnic»
- 1960 — «Popeye and the Phantom»
- 1960 — «Out of This World»
- 1960 — «Madam Salami»
- 1960 — «Lighthouse Keeping»
- 1960 — «Down the Hatch»
- 1960 — «Deserted Desert»
- 1960 — «Popeye the Fireman»
- 1960 — «Time Marches Backwards»
- 1960 — «Spinach Shortage»
- 1960 — «Skinned Divers»
- 1960 — «Sea Hagracy»
- 1960 — «Popeye's Service Station»
- 1960 — «Popeye's Pet Store»
- 1960 — «Ballet de Spinach»
- 1960 — «Rip Van Popeye»
- 1960 — «Popeyed Columbus»
- 1960 — «Popeye and the Giant»
- 1960 — «Popeye and the Dragon»
- 1960 — «Hill Billy Dilly»
- 1960 — «Wimpy's Lunch Wagon»
- 1960 — «The Super Duper Market»
- 1960 — «The Golden Touch»
- 1960 — «Battery Up»
- 1960 — «Olive Drab and the Seven Sweapeas»
- 1960 — «Popeye's Hypnotic Glance»
- 1960 — «Popeye's Car Wash»
- 1960 — «Popeye and the Spinach Stalk»
- 1960 — «Mississippi Sissy»
- 1960 — «Little Olive Riding Hood»
- 1960 — «Jingle Jangle Jungle»
- 1960 — «Invisible Popeye»
- 1960 — «Hamburger Fishing»
- 1960 — «Fashion Fotography»
- 1960 — «Barbecue for Two»
- 1960 — «Popeye the Popular Mechanic»
- 1960 — «Popeye's Pep-Up Emporium»
- 1960 — «Plumbers Pipe Dream»
- 1960 — «Jeep Tale»
- 1960 — «Golden-Type Fleece»
- 1960 — «Coffee House»
- 1960 — «After the Ball Went Over»

### Сценарист
- 1991 — «Lifestyles of the Rich and Animated»
  - 1951 — «Lion Down»
- 1983 — «More Sport Goofy»
- (1980 – ?) — «Шоу Флинтстоунов»
  - 1980 —  «The Flintstone Family Adventures: R.V. Fever»
- 1965 — «The New Three Stooges»
- (1960 – 1962) — «Морячок Папай»/Popeye the Sailor
  - 1960 —  «Popeyed Fisherman»
  - 1960 — «Coach Popeye»
  - 1960 — «The Day Silky Went Blozo»
  - 1960 — «Popeye and Buddy Brutus»
  - 1960 — «Spinachonara»
  - 1960 — «Golf Brawl»
  - 1960 — «Down the Hatch»
  - 1960 — «Deserted Desert»
  - 1960 — «Spinach Shortage»
  - 1960 — «Skinned Divers»
  - 1960 — «Popeye's Service Station»
  - 1960 — «Battery Up»
  - 1960 — «Mississippi Sissy»
  - 1960 — «Popeye's Pep-Up Emporium»
  - 1960 — «Coffee House»
- 1959 — «How to Have an Accident at Work»
- (1954 – 1991) — «Великолепный мир цвета»/Disneyland
  - 1958 — «Donald's Weekend»
  - 1956 — «Pluto's Day»
  - 1956 — «The Goofy Sports Story»
  - 1955 — «The Goofy Success Story»
- 1956 — «How to Have an Accident in the Home»
- 1953 — «Поворачивай паруса Дак»/Canvas Back Duck
- 1944 — «Как стать моряком»/How to Be a Sailor
- 1940 — «Гуфи-пилот»/Goofy's Glider
- 1940 — «Неприятности из-за кости»/Bone Trouble
- 1939 — «Выставка собак»/Society Dog Show
- 1938 — «Маленький храбрый портняжка»/Brave Little Tailor
- 1938 — «Попугай Микки»/Mickey's Parrot
- 1938 — «Вагончик Микки»
- 1936 — «Дональд и Плуто»/Donald and Pluto

### Аниматор
- 1970 — «Песнь Норвегии»/Song of Norway
- (1954 – 1991) — «Великолепный мир цвета»/Disneyland
  - 1967 — «How the West Was Lost»
- 1965 — «Как справиться с диким бикини»/How to Stuff a Wild Bikini
- 1942 — «Бэмби»/Bambie
- 1937 — «Охотники на лосей»/Moose Hunters
- 1935 — «Cock o' the Walk»
- 1935 — «Пожарная бригада Микки»/Mickey's Fire Brigade
- 1935 — «Карнавал сладостей»/The Cookie Carnival
- 1935 — «Суперсервис Микки»/Mickey's Service Station
- 1935 — «Концерт оркестра»/The Band Concert
- 1934 — «Two-Gun Mickey»
- 1934 — «Вход для прислуги»/Servants' Entrance
- 1934 — «Hollywood Party»
- 1934 — «Горячие шоколадные солдаты»/The Hot Choc-late Soldiers
- 1933 — «Механический человек Микки»/Mickey's Mechanical Man
- 1933 — «The Mail Pilot»
- 1933 — «О да, деньки былые»/Ye Olden Days
- 1933 — «Весенние пташки»/Birds in the Spring
- 1932 — «Мастерская Санта Клауса»/Santa's Workshop

### Художник
- (1979–2010) — «Скуби и Скрэппи»/Scooby-Doo and Scrappy-Doo
  - 1980 — «The Ransom of Scooby Chief»
  - 1979 — «Lock the Door, It's a Minotaur!»
  - 1979 — «The Sorcerer's a Menace»
  - 1979 — «Rocky Mountain Yiiiii!»
  - 1979 — «The Ghoul, the Bat, and the Ugly»
  - 1979 — «When You Wish Upon a Star Creature»
  - 1979 — «I Left My Neck in San Francisco»
  - 1979 — «Twenty Thousand Screams Under the Sea»
  - 1979 — «The Hairy Scare of the Devil Bear»
  - 1979 — «The Demon of the Dugout»
  - 1979 — «The Scary Sky Skeleton»
  - 1979 — «Shiver and Shake, That Demon's a Snake»
  - 1979 — «The Neon Phantom of the Roller Disco!»
  - 1979 — «Strange Encounters of a Scooby Kind»
  - 1979 — «The Night Ghoul of Wonderworld»
  - 1979 — «The Scarab Lives!»

### Прочее
- 1947 — «Весёлые и беззаботные»/Fun & Fancy Free

### Благодарность
- 2006 — «How to Animate»

### Собственное появление
- 1937 — «A Trip Through the Walt Disney Studios»